# Ecopetrol
Ecopetrol, anciennement Empresa Colombiana de Petróleos est une compagnie pétrolière nationale et fait partie des 4 plus importantes compagnies pétrolières d'Amérique latine.

## Historique

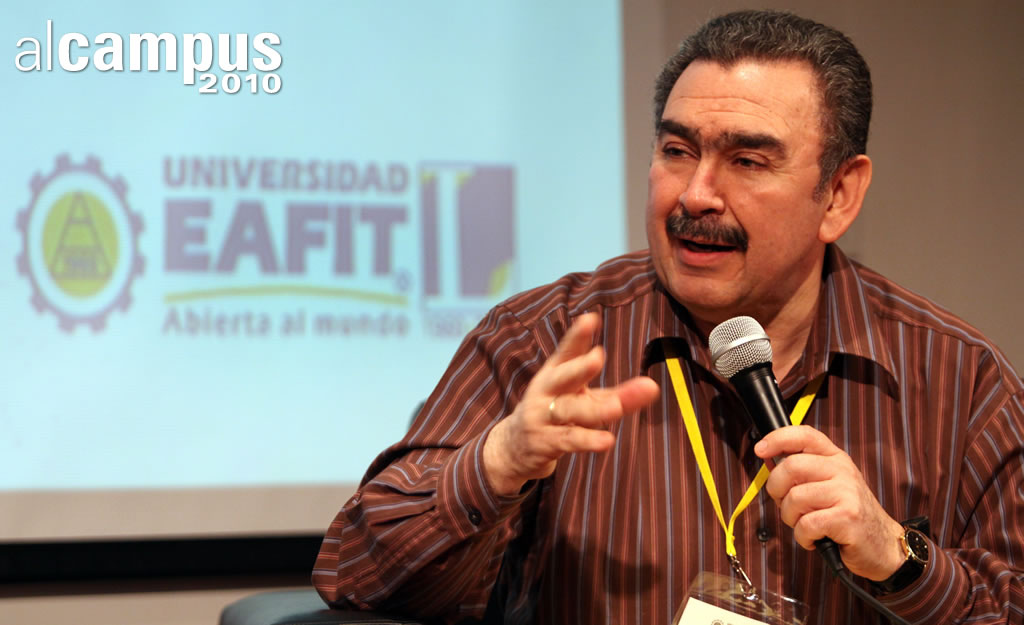
Javier Genaro Gutiérrez, PDG d'Ecopetrol, en 2010 lors d'une conférence à l'université EAFIT, à Medellín.

Le gouvernement d'Ivan Duque prévoit en 2019 sa privatisation.
En août 2021, Ecopetrol annonce l'acquisition de la participation étatique de 51,4 % dans ISA, un conglomérat, pour 3,52 milliards de dollars.

## Activités en Colombie

### Raffinage
Ecopetrol possède toutes les raffineries colombiennes, dont les deux plus importantes sont celles de Barrancabermeja et de Carthagène des Indes.
- Raffinerie de Barrancabermeja (production : 205 000 barils par jour[5])
- Raffinerie de Carthagène des Indes (production : 75 000 barils par jour[5])
- Raffinerie d'Orito (production : 2 250 barils par jour[5])
- Raffinerie de Tibú (production : 1 800 barils par jour[5])
- Raffinerie d'Apiay (production : 1 800 barils par jour[5])

## Controverses
Plus de la moitié de la structure commerciale d'Ecopetrol dépend d'un conglomérat d'entreprises situées dans des paradis fiscaux.
Elle fait partie des entreprises qui eurent des liens avec les paramilitaires des Autodéfenses unies de Colombie.